# Сас Танкитас (Сасари)
Сас Танкитас је насеље у Италији у округу Сасари, региону Сардинија.
Према процени из 2011. у насељу је живело 59 становника. Насеље се налази на надморској висини од 270 м.